# Luangwa (Luangwa)
Luangwa (già nota come Feira fino al 1964) è un centro abitato dello Zambia, situato nella Provincia di Lusaka e capoluogo del distretto omonimo. Amministrativamente è formato da diversi comuni del distretto.

## Storia
L'insediamento venne fondato dai portoghesi con il nome di Feira nel XVIII secolo e fu probabilmente il primo insediamento europeo nell'odierno Zambia. I portoghesi si stabilirono per la prima volta sulla sponda opposta del Luangwa a Zumbo in Mozambico intorno al 1720, per commerciare con il popolo Bwila. Nel 1820 alcuni si erano stabiliti a Feira. La città fu trovata abbandonata nel 1856, quando fu visitata dall'esploratore David Livingstone che la descrisse come un centro completamente in rovina.
Dopo l'indipendenza dello Zambia nel 1964, il nome della città fu cambiato (nello stesso anno) in Luangwa, per via della preferenza di nomi indigeni rispetto a coloniali, sebbene il nome sia stato resuscitato nel 1973 per il collegio elettorale parlamentare di Feira che ricopriva la città. Ha solo una strada in entrata o in uscita che si collega alla Great East Road a circa 100 km a nord. Non ci sono ponti nell'area della confluenza tra il fiume Luangwa e dello Zambesi, né vi sono servizi regolari di traghetti, ma la popolazione locale trasporta i visitatori attraverso piccole imbarcazioni.
La posizione della città è strategicamente importante. Il fiume Luangwa delimita il confine dello Zambia con il Mozambico e lo Zambesi forma il confine con lo Zimbabwe. Nella guerra Zimbabwe-Rhodesia, nella guerra d'indipendenza del Mozambico e nella guerra civile mozambicana fu esposta ad atti di guerriglia.
Il distretto di Luangwa è lontano dai famosi parchi nazionali di Luangwa, ma include paesaggi spettacolari e la fauna selvatica. Il Parco nazionale del basso Zambesi a ovest della città è un'aspra regione selvaggia sulla scarpata dello Zambesi e la valle di Luangwa inferiore e comprende paesaggi incontaminati e habitat naturali.